# Cinquillo (música)

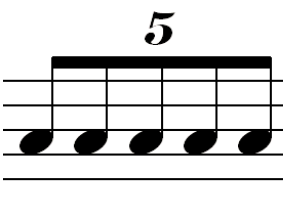
Cinquillo.

En música, cinquillo es un grupo de valoración especial constituido por cinco notas musicales que pueden equivaler a seis o a cuatro de la misma especie. Se indica con un cinco (5) y un corchete sobre las figuras a las que afecta. Cuando equivale a seis entrarán 5 en el lugar de 6 (grupo deficiente) y por tanto se trata de un grupo de valoración especial por ampliación, ya que estas 5 deberán ser más lentas. Si equivalen a cuatro de la misma especie se tratará de un grupo (excedente) de valoración especial por reducción, ya que al entrar 5 en el lugar de 4, estas 5 deberán ser más rápidas. Ejemplo: en compás de 2/4 un cinquillo de semicorcheas equivale a una negra (5 en vez de 4).
En general los instrumentistas lo consideran un recurso más difícil de ejecutar que un tresillo, un seisillo e incluso que un cuatrillo. Esto se debe a que es más fácil tocar simultáneamente tres pulsos contra dos, o cuatro pulsos contra tres, que cinco contra dos o contra cuatro.
A veces se lo denomina erróneamente quintillo (como diminutivo de quinto), como sucede con el seisillo (que la RAE acepta también como sextillo, diminutivo de sexto).
- Datos: Q259386
- Multimedia: Quintuplet / Q259386